# Plappeville
Plappeville é uma comuna francesa na região administrativa de Grande Leste, no departamento de Mosela. Estende-se por uma área de 2,54 km². Em 2010 a comuna tinha 2 065 habitantes (densidade: 813 hab./km²).